# Amphidecta simplicia
Amphidecta simplicia är en fjärilsart som beskrevs av Gustav Weymer 1911. Amphidecta simplicia ingår i släktet Amphidecta och familjen praktfjärilar. Inga underarter finns listade i Catalogue of Life.